# Bruce Yaw
Bruce Yaw (* 26. Juli 1946 in Jersey City; † 12. September 2019 in Cortland, New York) war ein amerikanischer Fusionmusiker (Bassgitarre).

## Leben und Wirken
Yaw wuchs auf dem Gelände des historischen Greystone Park Psychiatric Hospital in Morris Plains, New Jersey auf, wo sein Vater arbeitete. Er lernte als Jugendlicher Gitarre spielen, wechselte aber rasch zur Bassgitarre. Er besuchte die Eastern Kentucky University und schloss sein Studium an der Montclair State University mit summa cum laude ab. Bereits als Student gründete er mit Grover Kemble die Rockband The Clock-Work Orange, mit der 1967 und 1968 Aufnahmen entstanden.
In den 1970er Jahren öffnete Yaw sich Fusionjazz und Weltmusik und wurde Mitglied der Everyman Band, mit der er ab 1975 tourte. Seit 1976 gehörte er zur Begleitband von Lou Reed, mit dem die Alben Coney Island Baby und Rock and Roll Heart entstanden. Anschließend tourte er mit der Everyman Band mit Don Cherry durch Europa und die Vereinigten Staaten. Im Quartett mit Holzbläser Marty Fogel, David Torn und Michael Suchorsky (Schlagzeug, Synthesizer) legte er in derEveryman Band 1982 und 1985 jeweils ein Album auf ECM vor; zudem trat er 1982 auf den Berliner Jazztagen mit dieser Formation auf, zu der im Konzert noch Don Cherry stieß. Auch 1984 kam es zu Auftritten mit Cherry.
Später spielte und tourte Yaw mit der Ostküsten-Bop-Band Blow Daddyo. 1986 stieg er aus dem Tourneegeschäft aus, um als Lehrer im Moravia Central School District zu arbeiten. Er begleitete auch Nelson Slater auf dessen Album Wild Angel (1976). Weiterhin ist er auf Alben von Jacques Higelin und Bob Piorum zu hören.